# 加藤博文
加藤 博文（かとう ひろふみ、1966年-　）は、日本の考古学者。アイヌ文化研究者。
北海道大学アイヌ・先住民研究センター教授。

## 経歴
北海道夕張市生まれ。1985年札幌大学外国語学部ロシア語学科卒、1997年筑波大学大学院博士課程歴史・人類学研究科単位取得満期退学、1994年日本学術振興会特別研究員、1997年筑波大学大学院修士課程地域研究研究科文部技官、2000年島根県立大学助教、2001年北海道大学大学院文学研究科助教授、2007年同准教授を経て2010年北海道大学 アイヌ・先住民研究センター教授、2014年10月よりウプサラ大学考古学・古代史学部客員教授、2018年9月よりイルクーツク国立大学名誉教授、2020年北海道大学 アイヌ・先住民研究センターセンター長。